# La Séparation des traces
Pour plus de détails, voir Fiche technique et Distribution.
La Séparation des traces est un essai cinématographique suisse réalisé par Francis Reusser et sorti en 2018.

## Synopsis
Avec Seuls (1981), le cinéaste vaudois Francis Reusser parlait déjà de son expérience professionnelle et se livrait à une sorte d’auto-analyse, personnelle et sincère. Dans La Séparation des traces, il nous propose un réexamen de son passé sous la forme d’un récit qui s’aventure sur plusieurs pistes. 
Au soir de sa vie - âgé de 76 ans - Francis Reusser revisite les lieux de sa mémoire.  C'est est un photographe et un cinéaste qui a une longue carrière derrière lui. Il est sur la terrasse de l’hôtel Bellevue, à Heiligenschwendi, attablé devant un « paniert schnitzel frites » dans la grande tradition culinaire alémanique alpestre. 
Avec une petite caméra vidéo, il joue le double jeu de celui qui regarde et celui qui est regardé. Il se raconte en évoquant sa jeunesse et ses frasques d'adolescent qui lui valurent un séjour dans une maison de correction. Il transmet une lettre d’amour au cinéma du passé, pleine d’espoir en l'avenir : un vrai chant de résistance.

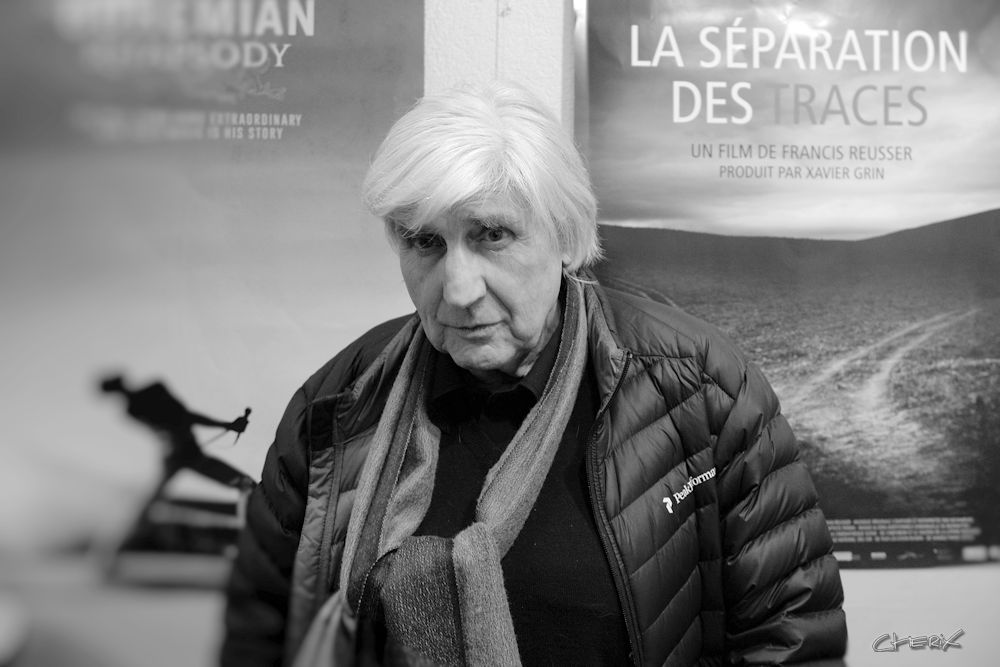
Francis Reusser à une projection du film La Séparation des Traces (mai 2018)

Reusser se rappelle des lieux qu’il aime : les paysages alpins de son enfance et les rues des villes où il a tourné certains de ses films.
Son fils Jean, 37 ans, monteur et coréalisateur du film, relativise dans un dialogue non sans impertinence l'attachement du cinéaste au cinématographe : « Lui qui a passé sa vie à conspuer la société marchande, il aimait bien accumuler du matériel ».
Par le travail de montage réalisé par Jean Reusser, le film prend la forme d’un journal filmé. Une « séparation des traces » entre la vie et l’œuvre de Reusser devient impossible. Le récit est teinté par la nostalgie de celui qui est persuadé d’avoir connu une époque meilleure pour le cinéma.

## Témoignage de son fils
Son fils Jean Reusser est présent dans le film La Séparation des traces, il nous confie d’autres « traces ». 
Ce film est le dernier de Francis Reusser, c’est donc un film testament contrairement à ce que nous affirmions lors de la promotion, car mon père n'a pu réaliser son dernier La Passion Hodler.
Je me souviens être arrivé le premier jour en salle de montage et je découvre une table couverte de documents, d'archives, de bobines de films et de sons et de correspondance. Mon père me regarde et me demande : "On fait quoi ?"
Le montage de La Séparation des traces a duré quatre mois. En toute liberté. Sans chef opérateur, sans ingénieur du son. Il a été monté et créé par deux artisans : le père et son fils, tous les deux passionnés par le cinéma. Mon père était déjà malade au cours de l'enregistrement des voix, d'où le son rauque et parfois essoufflé. On enregistrait sur place, au montage. On a travaillé et construit le film comme ça, sur près de quatre mois. À quatre mains.

## À propos du film

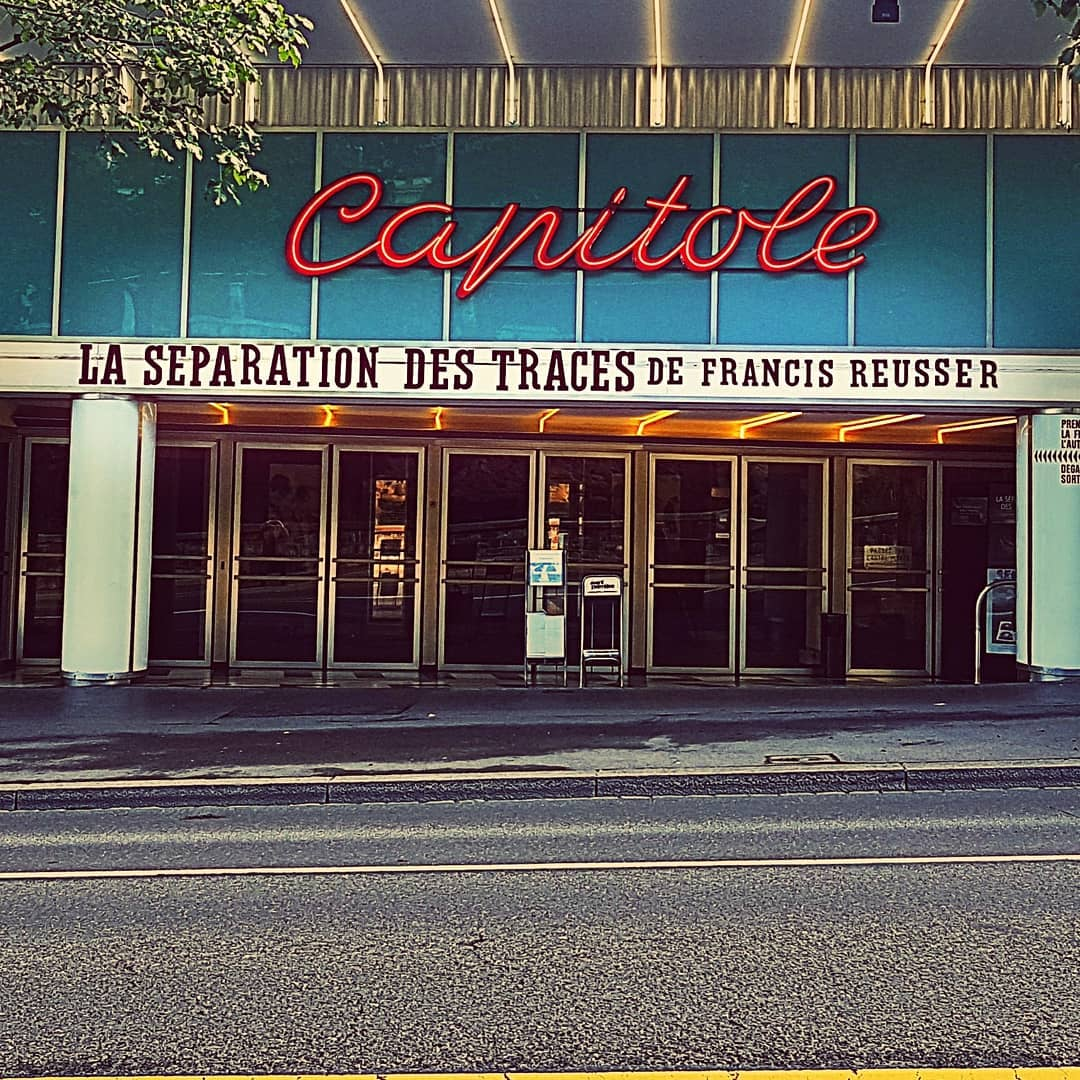
La Séparation des traces à l'affiche du cinéma Capitole (Lausanne, Suisse).

Le critique de cinéma Antoine Rochat écrit dans la revue Ciné-Feuilles :

« La Séparation des traces est un film original, une œuvre singulière et fragile qui touche par la qualité des images et de la bande-son, par la présence d’un personnage hors du commun, par le regard critique qu’il porte sur notre monde et son humanité (ou son absence…), sur l’existence et le vieillissement. À plus de 75 ans Reusser déclare que « la vieillesse rend difficile d’entreprendre, mais non de désirer, ni de se faire désirer » : La Séparation des traces est là pour le confirmer. »

## Fiche technique
- Titre : La Séparation des traces
- Réalisation : Francis Reusser
- Scénario : Francis Reusser et Jean Reusser
- Photographie : Francis Reusser et Jean Reusser
- Montage : Jean Reusser
- Musique : Marion Gaume
- Son  : François Musy et Renaud Musy
- Coloriste : Rodney Musso
- Production : P.S. Productions, Radio Télévision Suisse
- Distribution : First Hand Films
- Pays d'origine :  Suisse
- Genre : Récit autobiographique
- Durée : 75 minutes
- Date de sortie : Suisse - 14 mars 2018

## Récompenses
- Visions du réel 2016 – Prix Développement perspective d’un doc[5]
- Visions du réel 2018 – Compétition – Mention spéciale[6]